# كيني فان هومل
كيني فان هومل (بالإنجليزية: Kenny van Hummel)‏ ولد بتاريخ 30 سبتمبر 1982 في هولندا، هو دراج هولندي سابق في صنف سباق الدراجات على الطريق.

## وصلات خارجية
- الموقع الرسمي

## روابط خارجية
- كيني فان هومل على موقع الاتحاد الدولي للدراجات (الإنجليزية)
- كيني فان هومل على موقع أرشيف الدراجات (الإنجليزية)
- كيني فان هومل على موقع إحصائيات الدراجات الإحترافية (الإنجليزية)
- كيني فان هومل على موقع نسبة الدراجات (الإنجليزية)
- كيني فان هومل على موقع CycleBase (الإنجليزية)
- كيني فان هومل على موقع MTB Data (الإنجليزية)